# News Ch.4
『NEWS CH.4』（ニュース チャンネルフォー）は、2009年3月30日より南海放送テレビで放送を開始した平日夕方のニュースワイド番組・情報番組である。『NNN Newsリアルタイム』（2009年3月 - 2010年3月）および『news every.』（2010年3月 - 放送中）の愛媛県ローカルパートを指すこともある。通称『Ch.4』、放送開始当初は『NEWS チャンネル4』。
番組タイトルロゴは「Ch」は赤、「4」は黒で書かれ、Cの中に照準器をデザインしたものを描かれている。また、タイトル内の『News』は大文字で『NEWS』と表記されている。

## 概要
前番組は5年間放送された『おかえりテレビ』とその18時台枠であり、3年間放送された『Newsリアルタイムえひめ』（以下、『リアルタイムえひめ』と称する）である。『おかえりテレビ』は、もともと情報コーナー主体で「夕方ワイド番組」であったが、2007年を境に『NNN Newsリアルタイム』（以下、『リアルタイム』と称する）17時台の大部分をネットするなど、ニュース番組色の強い番組になっていた。この2つの番組枠を統合し、長らく続いた『おかえりテレビ』のタイトルを捨て、番組タイトルに「NEWS」をつけることで、「報道番組」であることを前面に押し出した。
番組キャッチフレーズは、「4つのC（Challenge・Chase・Check・Change）」。関連して、日本テレビで2008年度からスタートし、2009年も継続が決まった『ACTION!』シリーズの愛媛版『ACTION!愛媛』も、前番組から引きついで、定期的に取りあげることにしている。
2013年9月30日、番組をリニューアル。アンカーの永野キャスター・和氣キャスターに変わって、松岡キャスター・清家キャスターが登板。リニューアル時のキャッチコピーは「情報の"本質"をつかみ、ニュースの"核心"に挑む」。これ以降、当番組を同局の報道フラッグシップとして展開していく。
2014年4月から南海放送ラジオにて『THE RADIO NEWS × Ch.4』としてラジオで放送がスタート（後述）。
2015年9月28日から『every.』月曜 - 木曜第1部の番販ネットを開始したことで、番組タイトルも『Ch.4×every.』（チャンネルフォー・エブリィ）に変更（金曜も同名、事実上コンプレックス化）。これを機に『every.』第1部の中継コーナーで愛媛県が取り上げられる際、『every.』リポーターの渡辺裕太が『Ch.4』18時台にも登場するなど、全国ニュースとローカルニュースとの連携がより強化された内容となった。
2016年10月1日から新規に土曜昼前版が設置され、また『NNNストレイトニュース』とのコンプレックス構成で『NNNストレイトニュース&Ch.4』（エヌエヌエヌストレイトニュースアンドチャンネルフォー）のタイトルで放送されていたが、2017年4月1日から『サタデリ』の放送開始に伴い、2017年3月25日で終了した。
2017年3月31日から、同年3月24日まで放送されていた『おかデリ』の終了に伴い、『every.』金曜第1部の番販ネットを開始した。
2017年4月3日から『every.』第2部の開始時間が16:50からに変更となった。
2023年4月3日から『南海放送アプリ』での同時配信が開始。

## 出演者
特記のない人物は、出演当時も含む南海放送アナウンサー。

### 現在の出演者
メインキャスター（アンカーパーソン）
- 松岡宏忠：番組スタートからフィールドキャスター（アシスタント）として出演。2013年9月30日からメインキャスターへ昇格。また、前番組『おかえりテレビ』時代にもメインキャスターを担当していたことがある。2021年度からは出演曜日を月 - 木に変更。
- 青木美奈実：2020年3月30日から登場

フイールドキャスター（アシスタント）2020年3月30日より復活
- 白石紘一（南海放送報道部記者）: アナウンサー時代の2013年4月-2014年9月まではch sportsキャスターを担当。2021年度より金曜日のみメインキャスター兼務。
- 清家夕貴 : 2013年9月までの4年間は八幡浜通信部で記者兼カメラマンとして活動していた。2013年9月30日-2020年3月27日まではメインキャスター[3]。

Ch weatherキャスター
- 水口佳美（気象予報士）

その他（隔月出演）
- 藤井貴彦（フリーアナウンサー）：2010年のnews every.開始から2024年3月までは日本テレビアナウンサーとして同番組のメインキャスターを務め、2024年9月13日から不定期出演キャスターとしてスタジオ出演及び取材を担当。2025年2月14日の出演より、2か月に1回の隔月レギュラーとしての定期出演となる。

### 過去の出演者
メインキャスター（アンカーパーソン）
『リアルタイムえひめ』時代は、曜日によって担当者が変わっていたが、このシステムを廃し、2人が平日全曜日を担当することになった。
- 永野彰子：この番組を以って一旦報道の現場から離れる[4]。
- 小谷渉子
- 金井一世（月曜 - 水曜担当）
- 高木春菜（木曜・金曜担当）
- 原拓也
- 月岡瞳

Ch Sportsキャスター
- 藤田勇次郎：以前放送されていたスポーツコーナー「N-Spo」も担当。
- 竹内愛希
- 古谷崇洋

Ch cultureキャスター
- 宮嶋那帆：清家キャスター不在時はメインキャスターを代行。
- 西木恵美里：清家キャスター不在時はメインキャスターを代行。

Ch Zooキャスター
- 丹下真奈
- 竹内愛希

Ch weatherキャスター
- 森本晴香（月曜 - 水曜担当）
- 西木恵美里（木曜・金曜担当）
- 門地舞（月曜 - 水曜担当）
- 吉田奈央（木曜・金曜担当）

フィールドキャスター（アシスタント）
- 和氣孝治：2013年9月27日までメインキャスターを担当。2014年秋より1年ぶりに復帰し、投稿! Movie Castも担当していた。

その他
- 渡辺裕太（タレント）：2014年1月から2023年12月まで『news every.』第1部中継リポーターとして、愛媛県内からの中継がある回のみ、18:15からの県内ニュース枠でも中継先から生出演していた。

NNNストレイトニュース&Ch.4キャスター
- シフト勤務

## 放送時間
- 2009年3月30日 - 2013年3月29日：月曜 - 金曜 16:50 - 18:55（JST）
- 2013年4月1日 - 2015年9月25日：月曜 - 金曜 16:50 - 19:00（JST）
- 2015年9月28日 - 2016年3月25日：月曜 - 木曜 15:50 - 19:00（JST）、金曜 16:50 - 19:00（JST）
- 2016年3月28日 - 2016年9月30日：月曜 - 木曜 15:50 - 19:00（JST）、金曜 16:53 - 19:00（JST）
- 2016年10月1日 - 2017年3月24日：月曜 - 木曜 15:50 - 19:00（JST）、金曜 16:53 - 19:00（JST）、土曜 11:25 - 11:45（JST）
- 2017年3月27日 - 現在：月曜 - 金曜 15:50 - 19:00（JST）

### 再放送
『News Ch.4 DIGEST』（ニュース チャンネルフォー ダイジェスト）と題して、番組の一部を編集の上、翌日未明に再放送している。放送時間は、概ね1:00 - 2:00台だが、番組編成により一定していない。

## THE RADIO NEWS × Ch.4
『THE RADIO NEWS × Ch.4』（ザ・レディオ・ニュース・チャンネルフォー）は、2014年3月30日から南海放送ラジオで放送を開始した、平日夕方のニュース・情報番組である。
ラジオ部門における前身番組は2013年9月まで放送された『Today』。同年10月から翌年3月までは、16:30の愛媛新聞ニュース以降のニュースが存在していなかった（ナイターシーズンは18:00から『RNBドリームナイター』、シーズンオフはネット番組）。
2014年3月30日からは18:00 - 18:30にこの番組が編成されることになった。
ラジオ版のキャスターは松本直幸。
当番組は2016年3月25日を以って終了、同年3月28日からはテレビ版Ch.4のキャスターでもあった永野彰子がキャスターを務める『ニュースな時間』（月曜 - 金曜 16:00 - 18:30、金曜は合田みゆき）が始まる。